# たいどう彫刻村
座標: 北緯34度37分29.3秒 東経132度32分24.5秒 / 北緯34.624806度 東経132.540139度たいどう彫刻村（たいどうちょうこくそん）は広島県山県郡北広島町南方にある野外彫刻展示場。
現況は不明。

## 概要
1971年（昭和46年）末オープン。企画者は広島市在住の中田実で、東京在住の恩師の彫刻家である奥山泰堂の作品約100点を100ヘクタールほどの敷地に展示している。
「たいどう」とは奥山の名前から名付けられた。
彫刻は「花づな」「風」「夢」「みのり」「冬の朝」などの作品がある。また、「太陽の丘」「月の丘」と名付けられた場所には人物群像がある。尚、作品はコンクリート製である。